# Dawa Hotessa
Dawa Hotessa Dukele (ur. 9 marca 1996 w Addis Abebie) – piłkarz etiopski grający na pozycji napastnika. Od 2021 jest zawodnikiem klubu Adama City FC.

## Kariera klubowa
Swoją karierę piłkarską Dawa rozpoczął w klubie Saint-George SA. W sezonie 2013/2014 zadebiutował w jego barwach w pierwszej lidze etiopskiej. W sezonach 2013/2014, 2014/2015 i 2015/2016 wywalczył z nim trzy mistrzostwa Etiopii, a w sezonie 2015/2016 zdobył także Puchar Etiopii. W latach 2016–2020 grał w Adama City FC. W sezonie 2020/2021 grał w Hadiya Hossana FC, a latem 2021 wrócił do Adama City.

## Kariera reprezentacyjna
W reprezentacji Etiopii Dawa zadebiutował 3 sierpnia 2014 roku w przegranym 0:1 towarzyskim meczu z Angolą rozegranym w Luandzie. W 2022 roku został powołany do kadry na Puchar Narodów Afryki 2021. Rozegrał na nim dwa mecze grupowe: z Kamerunem (1:4), w którym strzelił gola i z Burkiną Faso (1:1).